# Hales Castle
Hales Castle ist eine abgegangene Burg über der Stadt Frome im Mendip-Distrikt der englischen Grafschaft Somerset.

## Geschichte

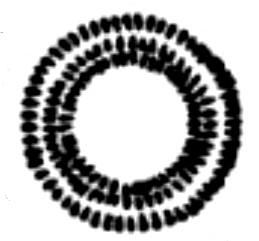
Grundriss des Ringwerks von 1911

Die Motte wurde vermutlich in den Jahren gleich nach der normannischen Eroberung Englands 1066 erbaut. Sie unterstützte nicht nur die normannische Kontrolle über die örtliche Siedlung, sondern war auch nahe dem River Frome und der römischen Straße gelegen, die vom Poole Harbour zur Stadt Bath führte, beides wichtige Verkehrswege der Normannen.
Heute sind von der Burg nur noch Erdwerke erhalten. Das kreisrunde Ringwerk hat einen Durchmesser von 37 Metern und liegt am Nordhang des Roddenbury Hill, nahe dem Roddenbury Hillfort aus der Eisenzeit. Es besteht aus Wällen und äußeren Gräben und hat eine nie fertiggestellter Vorburg.